# Megachile frigida
Megachile frigida är en biart som beskrevs av Smith 1853. Megachile frigida ingår i släktet tapetserarbin, och familjen buksamlarbin. Inga underarter finns listade i Catalogue of Life.